# スプラウト・イット
株式会社スプラウト・イットは、大阪府大阪市中央区に本社を置く、グループ会社の管理を行う会社。

## 沿革
- 1989年 - イーウェスト流通株式会社を資本金150万円にて大阪府東大阪市に設立。
- 1994年 - 資本金1,000万円に増資。本社を大阪府大阪市淀川区に移転。社名をイーウェストプランニング株式会社に変更。
- 1995年 - 九州地区に進出のため、福岡県福岡市博多区に関連会社を設立。社名を株式会社エービーシーサービスに変更。
- 1997年 - 関東地区に進出のため、事業所を東京都渋谷区に設置。
- 1998年 - 中京地区に進出のため、事業所を愛知県名古屋市中村区に設置。本社を大阪府大阪市中央区に移転。九州地区の関連会社を統合合併。
- 2002年 - 中国地区に進出のため、事業所を広島県広島市中区に設置。社名を株式会社ABCサービスに変更。
- 2003年 - 株式会社関西アクセスを吸収合併。
- 2004年 - ISO9001：2000を認証取得。
- 2005年 - 株式会社ジェイビーエスより軽作業請負事業の営業権を譲り受ける。
- 2006年 - プライバシーマークを認証取得。
- 2009年3月 - 株式会社ネオフュージョンを設立(株式会社ABCサービス100%株式保有)。
- 2009年5月 - 株式会社カラレスを会社分割により設立(米谷龍二100%株式保有)。
- 2016年4月 - 株式会社ABCサービスコンストラクト事業部を統合。社名を株式会社メイクアシストに変更。
- 2020年1月 - 株式会社スプラウト・イットへ社名改称及び本社移転。